# خاوران (محله)
خاوَران از محله‌های شهر تهران است.

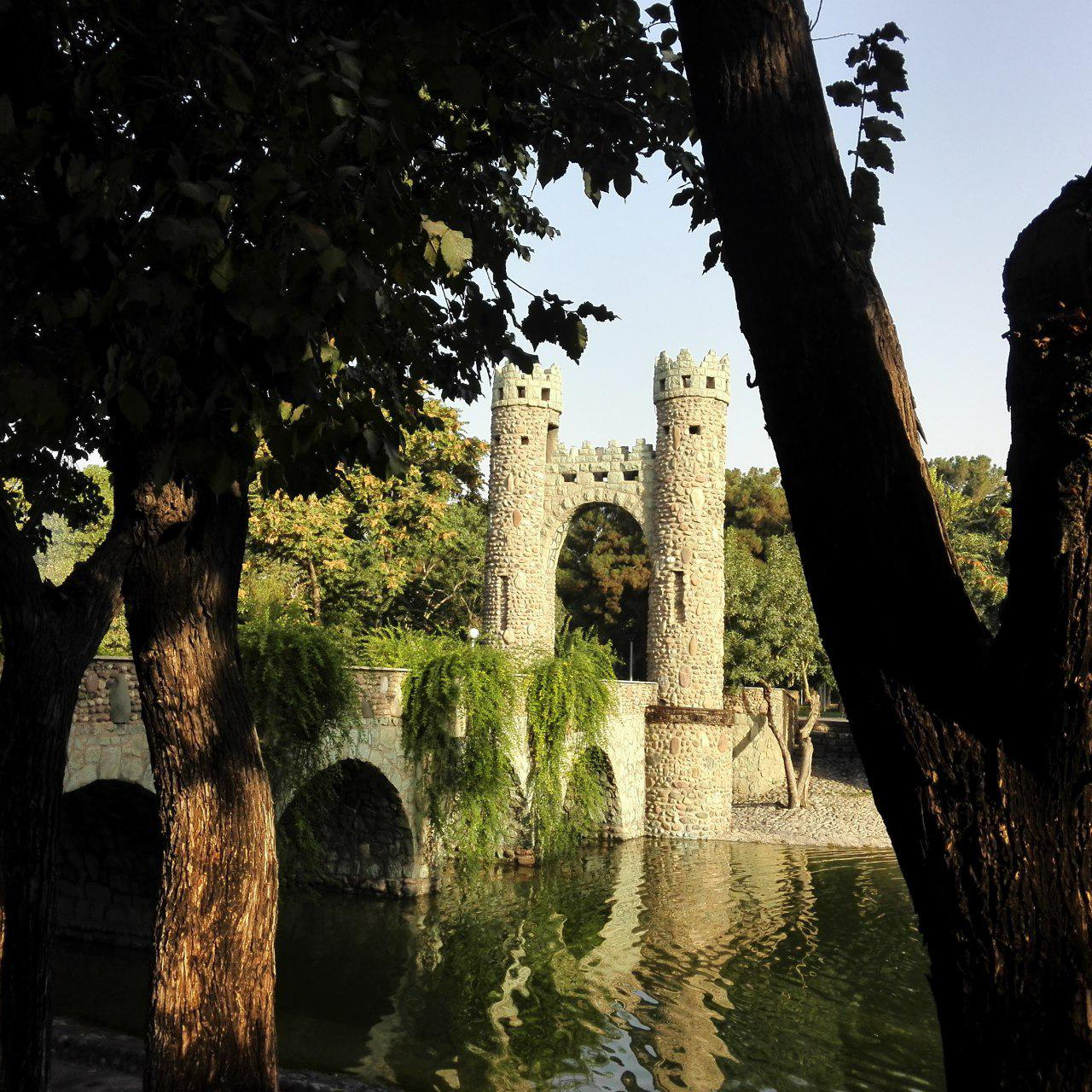
نمایی از بوستان فدائیان اسلام در حاشیه بزرگراه خاوران

این محله در جنوب  شهر تهران و در منطقه ۱۵ تهران واقع شده‌است.
خیابان خاوران که شاهرگِ ارتباطی این محله محسوب می‌شود 
بزرگراه خاوران پس از گذر از سه راه افسریه نام بزرگراه امام رضا را به خود می‌گیرد.
گورستان خاوران که محل دفن شمار زیادی از کشته‌شدگان سیاسی اوایل دوران انقلاب از سال ۵۷ تا ۶۸ می‌باشد در امتداد این بزرگراه قرار دارد.
از نقاط مهم این محله و اطراف آن می‌توان به پارک آبی آزادگان، ساختمان امیرسلیمانی و شرکت واحد اتوبوسرانی تهران و حومه (منطقه ۳) اشاره کرد. صنایع و انبارهای بسیاری در کنار بزرگراه امام رضا مستقر هستند.
پایانه خاوران نیز در این منطقه واقع شده است.